# Sächsischer Landespokal 2021/22
Der Sächsische Landespokal 2021/22 war die 32. Austragung des Sächsischen Landespokals (Sponsorenname: Wernesgrüner Sachsenpokal) der Männer im Amateurfußball. Der Landespokalsieger ist für den DFB-Pokal 2022/23 qualifiziert.
Der Titelverteidiger 1. FC Lokomotive Leipzig schied überraschend bereits in der 3. Hauptrunde aus. Nachdem auch der als einziger Drittligist im Teilnehmerfeld favorisierte FSV Zwickau im Halbfinale ausgeschieden war, qualifizierten sich für das Endspiel zwei Regionalligisten: der Rekordpokalsieger Chemnitzer FC (bis dato elf Titel) und die BSG Chemie Leipzig, die den Landespokal bislang einmal (2017/18) gewonnen hatte. Die Chemnitzer gewannen das Finale, das am 21. Mai 2022 im Chemnitzer Stadion an der Gellertstraße ausgetragen wurde, mit 2:1 (1:1) und sicherten sich somit ihren zwölften Landespokalsieg.

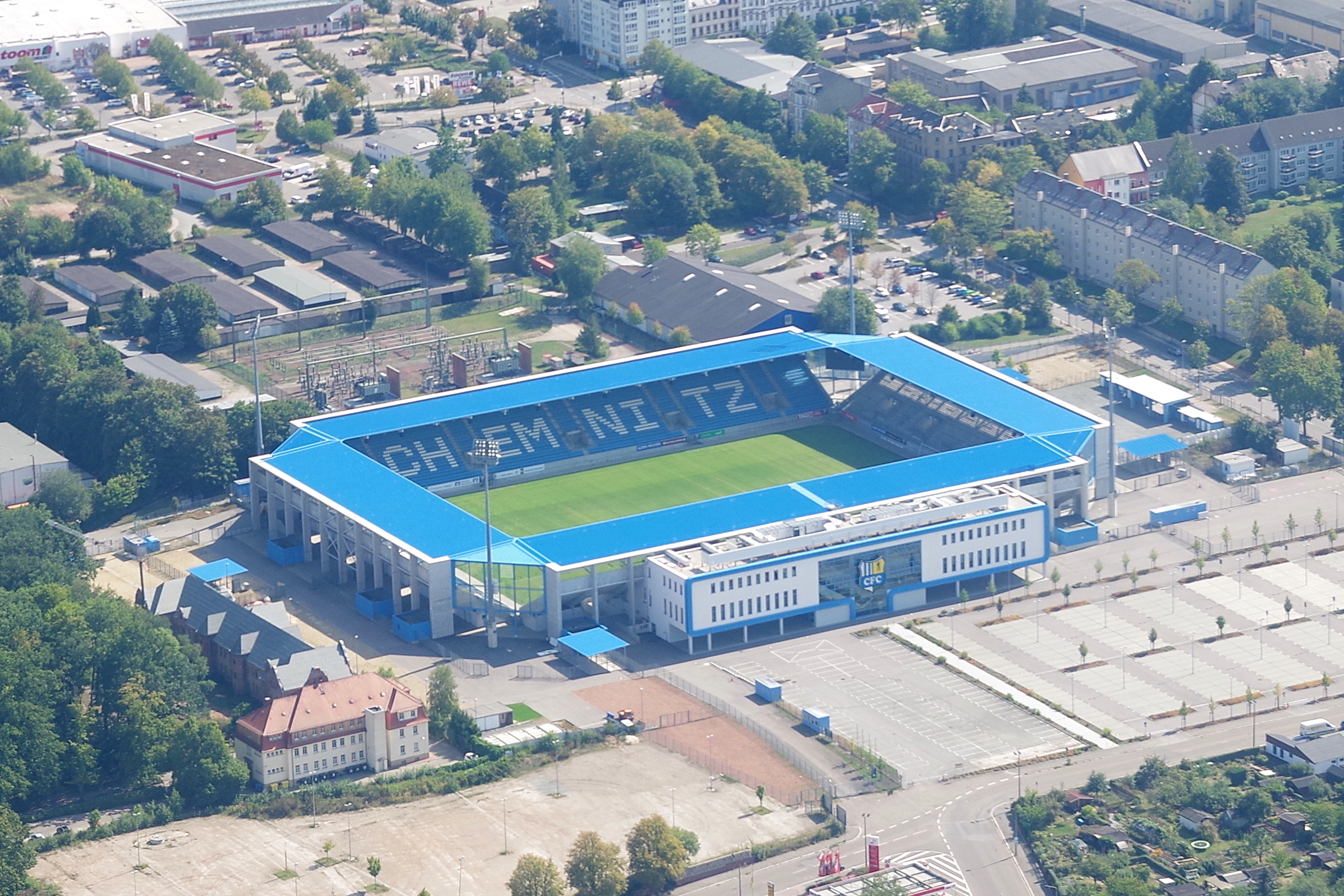
Stadion an der Gellertstraße

## Teilnehmende Mannschaften
Für den Sächsischen Landespokal 2021/22 qualifizierten sich alle sächsischen Mannschaften der 3. Liga 2021/22, der Regionalliga Nordost 2021/22, der Oberliga Nordost 2021/22, der Sachsenliga 2021/22, der Landesklasse Sachsen 2021/22, die dreizehn Kreis- bzw. Stadtpokalsieger der Saison 2020/21 (wobei zwei Kreispokale in der Vorsaison aufgrund der Spielbetriebseinschränkungen in Folge der COVID-19-Pandemie nicht beendet werden konnten) sowie die SG Weißig, der im Zuge der vom SFV getroffenen Regelungen für die Fortsetzung des pandemiebedingt unterbrochenen Pokalspielbetriebs in der Vorsaison ein zusätzlicher Pokalstartplatz zugesprochen worden war. Zweite Mannschaften höherklassiger Vereine waren von der Teilnahme ausgeschlossen.
| 3. Liga 2021/22 (III) | Regionalliga Nordost 2021/22 (IV) | Oberliga Nordost 2021/22 (V) | Sachsenliga 2021/22 (VI) | Sachsenliga 2021/22 (VI) |
| --- | --- | --- | --- | --- |
| FSV Zwickau | Chemnitzer FC 1. FC Lokomotive Leipzig VfB Auerbach BSG Chemie Leipzig FC Eilenburg | Bischofswerdaer FV FC Oberlausitz Neugersdorf Inter Leipzig VFC Plauen FC Grimma FSV Budissa Bautzen | SV Einheit Kamenz FSV 1990 Neusalza-Spremberg VfL Pirna-Copitz 07 FC 1910 Lößnitz Germania Mittweida Großenhainer FV 90 SG Taucha 99 FC Blau-Weiß Leipzig FV Eintracht Niesky Radebeuler BC 08 | Kickers 94 Markkleeberg SG Handwerk Rabenstein SG Motor Wilsdruff BSG Stahl Riesa SSV Markranstädt FV Dresden 06 Laubegast SG Dresden Striesen SC Freital FSV Motor Marienberg VfB Empor Glauchau |
| Landesklasse Sachsen 2021/22 (VII) | Landesklasse Sachsen 2021/22 (VII) | Landesklasse Sachsen 2021/22 (VII) | Landesklasse Sachsen 2021/22 (VII) | Kreispokalsieger 2020/21 |
| - Staffel Nord: SV Lipsia 93 Eutritzsch Radefelder SV 90 SV Tapfer 06 Leipzig ESV Delitzsch FSV Krostitz Roter Stern Leipzig VfB Zwenkau 02 SG Rotation Leipzig SV Liebertwolkwitz FC Bad Lausick 1990 SV Eintracht Sermuth SG Leipziger Verkehrsbetriebe ATSV Frisch Auf Wurzen Bornaer SV LSV Südwest SC Hartenfels Torgau 04 | - Staffel West: BSC Rapid Chemnitz FC Concordia Schneeberg SV Merkur 06 Oelsnitz TSV Germania Chemnitz 08 Meeraner SV SSV Fortschritt Lichtenstein Oberlungwitzer SV ESV Lokomotive Zwickau Reichenbacher FC VfB Mühltroff FC Stollberg FSV Grün-Weiß Klaffenbach SV Eiche Reichenbrand SV Tanne Thalheim SpVgg Reinsdorf-Vielau SV Auerhammer | - Staffel Mitte: BSC Freiberg Meißner SV 08 SV Lichtenberg Heidenauer SV SV Bannewitz FV Gröditz SG Empor Possendorf Hartmannsdorfer SV Empor SV Fortuna Langenau SV Chemie Dohna Radeberger SV HFC Colditz VfB Fortuna Chemnitz TSV IFA Chemnitz | - Staffel Ost: TSV Rotation Dresden SC Borea Dresden VfB Weißwasser 1909 Königswarthaer SV SG Crostwitz 1981 FC Stahl Rietschen-See Dresdner SC 1898 SG Weixdorf FSV Oderwitz SV Zeißig SV Fortuna Trebendorf 1996 VfB Zittau SV 1910 Edelweiß Rammenau SV Sachsenwerk Dresden SV Wesenitztal (verzichtete) BSV 68 Sebnitz | - Chemnitz: SpVgg Blau-Weiß Chemnitz (VIII) - Dresden: TSV Cossebaude (VIII) - Erzgebirge: FV Rot-Weiß Preßnitztal (X) 1 - Leipzig: SV Panitzsch/Borsdorf (VIII) - Meißen: SG Kreinitz (VIII) - Mittelsachsen: 2 - Muldental/Leipziger Land: Roßweiner SV (VIII) - Nordsachsen: FSV Blau-Weiß Wermsdorf (VIII) - Oberlausitz: FSV Kemnitz (VIII) - Sächsische Schweiz/Osterzgebirge: SSV Neustadt/Sachsen (VIII) - Vogtland: FC Werda (VIII) - Westlausitz: 2 - Zwickau: FC Sachsen 90 Werdau (VIII) |
| Zusätzlicher Startplatz (aufgrund der vom SFV getroffenen Regelungen für die Fortsetzung des pandemiebedingt unterbrochenen Pokalspielbetriebs in der Vorsaison) | | | | |
| SG Weißig (VIII) | | | | |

## Modus
Der Sächsische Landespokal wird im K.-o.-Modus ausgetragen; im Falle eines Unentschiedens nach 90 Minuten folgen Verlängerung und Elfmeterschießen. Die Paarungen werden vor jeder Runde ausgelost. Heimrecht hat stets die klassentiefere Mannschaft, sonst entscheidet die Reihenfolge der Ziehung bei der Auslosung (die Mannschaft mit Heimrecht kann allerdings zugunsten der anderen Mannschaft auf das Heimrecht verzichten). In der 1. und 2. Hauptrunde können die über die Kreispokale qualifizierten Mannschaften nicht gegeneinander spielen. Das Heimrecht im Finale wird für den Fall einer Paarung aus zwei gleichklassigen Mannschaften separat ausgelost.
Die qualifizierten Mannschaften steigen je nach Ligazugehörigkeit gestaffelt in den Wettbewerb ein: In der 1. Hauptrunde spielen zunächst nur die über die Sachsenliga, die Landesklasse und die Kreispokale qualifizierten Mannschaften sowie die SG Weißig, wobei hier neun Freilose vergeben werden. Die Regional- und Oberligisten sind für die 2. Hauptrunde, die Drittligisten für die 3. Hauptrunde gesetzt.

## 1. Hauptrunde
| Datum      |                                    | Ergebnis              |                                     |
| ---------- | ---------------------------------- | --------------------- | ----------------------------------- |
| 07.08.2021 | SSV Neustadt/Sachsen (VIII)        | 0:4                   | VfB Weißwasser 1909 (VII)           |
| 07.08.2021 | Roßweiner SV (VIII)                | 4:3 n. V.             | SV Tapfer 06 Leipzig (VII)          |
| 07.08.2021 | FV Rot-Weiß Preßnitztal (X)        | 0:8                   | FC 1910 Lößnitz (VI)                |
| 07.08.2021 | SV Panitzsch/Borsdorf (VIII)       | 2:0                   | VfB Zwenkau 02 (VII)                |
| 07.08.2021 | TSV Cossebaude (VIII)              | 4:6 n. V.             | SG Motor Wilsdruff (VI)             |
| 07.08.2021 | FSV Kemnitz (VIII)                 | 1:3 n. V.             | Dresdner SC 1898 (VII)              |
| 07.08.2021 | Radeberger SV (VII)                | 0:7                   | FV Dresden 06 Laubegast (VI)        |
| 07.08.2021 | FV Gröditz (VII)                   | 2:1 n. V.             | SV Bannewitz (VII)                  |
| 07.08.2021 | VfL Pirna-Copitz 07 (VI)           | 7:1                   | FV Eintracht Niesky (VI)            |
| 07.08.2021 | Germania Mittweida (VI)            | 1:2 n. V.             | SG Dresden Striesen (VI)            |
| 07.08.2021 | Heidenauer SV (VII)                | 5:2                   | SG Weixdorf (VII)                   |
| 07.08.2021 | SC Borea Dresden (VII)             | 2:0                   | BSV 68 Sebnitz (VII)                |
| 07.08.2021 | Großenhainer FV 90 (VI)            | 2:3                   | SV Einheit Kamenz (VI)              |
| 07.08.2021 | FC Stahl Rietschen-See (VII)       | 1:6                   | FSV Oderwitz (VII)                  |
| 07.08.2021 | ATSV Frisch Auf Wurzen (VII)       | 2:1                   | LSV Südwest (VII)                   |
| 07.08.2021 | SV Tanne Thalheim (VII)            | 3:2                   | ESV Lokomotive Zwickau (VII)        |
| 07.08.2021 | SV Hartenfels Torgau 04 (VII)      | 2:6                   | FSV Krostitz (VII)                  |
| 07.08.2021 | SV Merkur 06 Oelsnitz (VII)        | 12:20                 | SG Leipziger Verkehrsbetriebe (VII) |
| 07.08.2021 | FSV Blau-Weiß Wermsdorf (VIII)     | 0:3                   | VfB Fortuna Chemnitz (VII)          |
| 08.08.2021 | TSV Rotation Dresden (VII)         | 5:1                   | Königswarthaer SV (VII)             |
| 08.08.2021 | FC Sachsen 90 Werdau (VIII)        | 3:0                   | TSV Germania Chemnitz 08 (VII)      |
| 08.08.2021 | FC Werda (VIII)                    | 1:4                   | SV Liebertwolkwitz (VII)            |
| 08.08.2021 | Meeraner SV (VII)                  | 4:1                   | SpVgg Blau-Weiß Chemnitz (VIII) 1   |
| 08.08.2021 | SG Weißig (VIII)                   | abgebr.               | SV Fortuna Langenau (VII)           |
| 08.08.2021 | SG Kreinitz (VIII)                 | 8:3                   | SV Chemie Dohna (VII)               |
| 08.08.2021 | BSC Freiberg (VII)                 | 2:1 n. V.             | VfB Zittau (VII)                    |
| 08.08.2021 | FSV 1990 Neusalza-Spremberg (VI)   | 3:1                   | BSG Stahl Riesa (VI)                |
| 08.08.2021 | SG Crostwitz 1981 (VII)            | 0:7                   | SC Freital (VI)                     |
| 08.08.2021 | SG Empor Possendorf (VII)          | 2:3                   | SV Fortuna Trebendorf 1996 (VII)    |
| 08.08.2021 | SV Lichtenberg (VII)               | 0:5                   | Hartmannsdorfer SV Empor (VII)      |
| 08.08.2021 | SSV Fortschritt Lichtenstein (VII) | 1:5                   | BSC Rapid Chemnitz (VII)            |
| 08.08.2021 | Radefelder SV 90 (VII)             | 1:1 n. V. (4:5 i. E.) | SV Lipsia 93 Eutritzsch (VII)       |
| 08.08.2021 | HFC Colditz (VII)                  | 4:0                   | SV Auerhammer (VII)                 |
| 08.08.2021 | Reichenbacher FC (VII)             | 1:3                   | VfB Empor Glauchau (VI)             |
| 08.08.2021 | FSV Grün-Weiß Klaffenbach (VII)    | 3:1                   | FC Concordia Schneeberg (VII)       |
| 08.08.2021 | VfB Mühltroff (VII)                | 0:4                   | FSV Motor Marienberg (VI)           |
| 08.08.2021 | SV Eiche Reichenbrand (VII)        | 0:3                   | SG Handwerk Rabenstein (VI)         |
| 08.08.2021 | SV Eintracht Sermuth (VII)         | 2:1                   | FC Bad Lausick 1990 (VII)           |
| 08.08.2021 | SG Rotation Leipzig (VII)          | 0:4                   | SSV Markranstädt (VI)               |
| 08.08.2021 | TSV IFA Chemnitz (VII)             | 0:4                   | SG Taucha 99 (VI)                   |
| 08.08.2021 | Oberlungwitzer SV (VII)            | 2:3                   | FC Blau-Weiß Leipzig (VI)           |
| 01.09.2021 | Meißner SV 08 (VII)                | 5:5 n. V. (2:4 i. E.) | Bornaer SV (VII)                    |

Freilose:
- Radebeuler BC 08 (VI)
- Kickers 94 Markkleeberg (VI)
- SV Edelweiß Rammenau (VII)
- Roter Stern Leipzig (VII)
- SV Sachsenwerk Dresden (VII)
- SpVgg Reinsdorf-Vielau (VII)
- ESV Delitzsch (VII)
- SV Zeißig (VII)
- FC Stollberg (VII)

## 2. Hauptrunde
| Datum      |                                  | Ergebnis              |                               |
| ---------- | -------------------------------- | --------------------- | ----------------------------- |
| 03.09.2021 | ESV Delitzsch (VII)              | 2:7                   | Inter Leipzig (V)             |
| 03.09.2021 | BSG Chemie Leipzig (IV)          | 4:0                   | FC Blau-Weiß Leipzig (VI) 1   |
| 03.09.2021 | Dresdner SC 1898 (VII)           | 3:1                   | FSV Motor Marienberg (VI)     |
| 03.09.2021 | SV Sachsenwerk Dresden (VII)     | 0:7                   | SSV Markranstädt (VI)         |
| 04.09.2021 | FC Oberlausitz Neugersdorf (V)   | 0:0 n. V. (2:4 i. E.) | FC Eilenburg (IV)             |
| 04.09.2021 | SV Zeißig (VII)                  | 0:3                   | VFC Plauen (V)                |
| 04.09.2021 | ATSV Frisch Auf Wurzen (VII)     | 1:3                   | SG Handwerk Rabenstein (VI)   |
| 04.09.2021 | FV Gröditz (VII)                 | 1:4                   | VfB Empor Glauchau (VI)       |
| 04.09.2021 | SV Liebertwolkwitz (VII)         | kampflos              | VfB Weißwasser 1909 (VII)     |
| 04.09.2021 | FSV Krostitz (VII)               | 2:1                   | SG Taucha 99 (VI)             |
| 05.09.2021 | TSV Rotation Dresden (VII)       | 2:4                   | SV Einheit Kamenz (VI)        |
| 07.08.2021 | Kickers 94 Markkleeberg (VI)     | 2:1                   | VfB Auerbach (IV)             |
| 05.09.2021 | FSV Oderwitz (VII)               | 7:1                   | Roter Stern Leipzig (VII)     |
| 05.09.2021 | 1. FC Lokomotive Leipzig (IV)    | 7:0                   | SpVgg Reinsdorf-Vielau (VII)  |
| 05.09.2021 | FC Sachsen 90 Werdau (VIII)      | 1:3 n. V.             | VfB Fortuna Chemnitz (VII)    |
| 05.09.2021 | SV Panitzsch/Borsdorf (VIII)     | 1:0 n. V.             | BSC Freiberg (VII)            |
| 05.09.2021 | SG Kreinitz (VIII)               | 1:4                   | HFC Colditz (VII)             |
| 05.09.2021 | SG Weißig (VIII)                 | 2:3                   | SC Borea Dresden (VII)        |
| 05.09.2021 | Roßweiner SV (VIII)              | 0:5                   | FV Dresden 06 Laubegast (VI)  |
| 05.09.2021 | Hartmannsdorfer SV Empor (VII)   | 1:5                   | FSV Budissa Bautzen (V)       |
| 05.09.2021 | SV Fortuna Trebendorf 1996 (VII) | 1:1 n. V. (8:9 i. E.) | SG Motor Wilsdruff (VI)       |
| 05.09.2021 | Meeraner SV (VII)                | 0:3                   | FC 1910 Lößnitz (VI)          |
| 05.09.2021 | SV Merkur 06 Oelsnitz (VII)      | 4:1                   | VfL Pirna-Copitz 07 (VI)      |
| 05.09.2021 | SV Eintracht Sermuth (VII)       | 1:6                   | Bornaer SV (VII)              |
| 05.09.2021 | BSC Rapid Chemnitz (VII)         | 0:1                   | SV Lipsia 93 Eutritzsch (VII) |
| 05.09.2021 | SV 1910 Edelweiß Rammenau (VII)  | 0:2                   | Radebeuler BC 08 (VI)         |
| 05.09.2021 | FSV 1990 Neusalza-Spremberg (VI) | 1:2                   | Bischofswerdaer FV (V)        |
| 05.09.2021 | FC Stollberg (VII)               | 1:8                   | SC Freital (VI)               |
| 05.09.2021 | FSV Grün-Weiß Klaffenbach (VII)  | 0:2                   | SG Dresden Striesen (VI)      |
| 05.09.2021 | SV Tanne Thalheim (VII)          | 1:2                   | Heidenauer SV (VII)           |
| 09.10.2021 | FC Grimma (V)                    | 1:9                   | Chemnitzer FC (IV)            |

## 3. Hauptrunde
| Datum      |                               | Ergebnis              |                               |
| ---------- | ----------------------------- | --------------------- | ----------------------------- |
| 08.10.2021 | SSV Markranstädt (VI)         | 2:2 n. V. (3:2 i. E.) | FC Eilenburg (IV)             |
| 09.10.2021 | FSV Budissa Bautzen (V)       | 2:0                   | 1. FC Lokomotive Leipzig (IV) |
| 09.10.2021 | FSV Oderwitz (VII)            | 3:2                   | FC 1910 Lößnitz (VI)          |
| 09.10.2021 | SV Panitzsch/Borsdorf (VIII)  | 3:0                   | FSV Krostitz (VII)            |
| 09.10.2021 | Bornaer SV (VII)              | 1:0                   | Heidenauer SV (VII)           |
| 09.10.2021 | SV Lipsia 93 Eutritzsch (VII) | 0:1                   | SG Handwerk Rabenstein (VI)   |
| 09.10.2021 | Inter Leipzig (V)             | 1:3                   | FSV Zwickau (III)             |
| 09.10.2021 | SV Einheit Kamenz (VI)        | 3:0                   | VFC Plauen (V)                |
| 09.10.2021 | SG Motor Wilsdruff (VI)       | 0:0 n. V. (4:2 i. E.) | Radebeuler BC 08 (VI)         |
| 09.10.2021 | SC Borea Dresden (VII)        | 1:4                   | SC Freital (VI)               |
| 09.10.2021 | Dresdner SC 1898 (VII)        | 3:0                   | SG Dresden Striesen (VI)      |
| 10.10.2021 | HFC Colditz (VII)             | 1:2                   | Bischofswerdaer FV (V)        |
| 10.10.2021 | SV Merkur 06 Oelsnitz (VII)   | 3:6                   | Kickers 94 Markkleeberg (VI)  |
| 10.10.2021 | VfB Fortuna Chemnitz (VII)    | 0:5                   | BSG Chemie Leipzig (IV)       |
| 10.10.2021 | FV Dresden 06 Laubegast (VI)  | 3:0                   | VfB Empor Glauchau (VI)       |
| 13.11.2021 | SV Liebertwolkwitz (VII)      | 0:7                   | Chemnitzer FC (IV)            |

## Achtelfinale
| Datum      |                              | Ergebnis |                              |
| ---------- | ---------------------------- | -------- | ---------------------------- |
| 13.11.2021 | BSG Chemie Leipzig (IV)      | 6:0      | Dresdner SC 1898 (VII)       |
| 09.03.2022 | SC Freital (VI)              | 0:3      | Bischofswerdaer FV (V)       |
| 17.11.2021 | SV Panitzsch/Borsdorf (VIII) | 0:3      | Chemnitzer FC (IV)           |
| 12.11.2021 | SSV Markranstädt (VI)        | 0:3      | FSV Budissa Bautzen (V)      |
| 26.03.2022 | SV Einheit Kamenz (VI)       | 0:5      | FSV Zwickau (III)            |
| 12.03.2022 | FSV Oderwitz (VII)           | 1:2      | SG Motor Wilsdruff (VI)      |
| 13.03.2022 | SG Handwerk Rabenstein (VI)  | 2:0      | FV Dresden 06 Laubegast (VI) |
| 13.11.2021 | Bornaer SV (VII)             | 2:4      | Kickers 94 Markkleeberg (VI) |

## Viertelfinale
| Datum      |                              | Ergebnis              |                             |
| ---------- | ---------------------------- | --------------------- | --------------------------- |
| 26.03.2022 | SG Motor Wilsdruff (VI)      | 2:2 n. V. (7:6 i. E.) | SG Handwerk Rabenstein (VI) |
| 26.03.2022 | FSV Budissa Bautzen (V)      | 0:2                   | BSG Chemie Leipzig (IV)     |
| 27.03.2022 | Bischofswerdaer FV (V)       | 1:3                   | Chemnitzer FC (IV)          |
| 06.04.2022 | Kickers 94 Markkleeberg (VI) | 0:5                   | FSV Zwickau (III)           |

## Halbfinale
Im Rahmen der Auslosung zu den Halbfinalpaarungen wurde außerdem per Auslosung festgelegt, dass im Falle einer Finalpaarung aus zwei gleichklassigen Mannschaften der Sieger der Halbfinalpartie SG Motor Wilsdruff – Chemnitzer FC im Finale Heimrecht haben würde.
| Datum      |                         | Ergebnis              |                    |
| ---------- | ----------------------- | --------------------- | ------------------ |
| 19.04.2022 | SG Motor Wilsdruff (VI) | 0:2                   | Chemnitzer FC (IV) |
| 21.04.2022 | BSG Chemie Leipzig (IV) | 1:1 n. V. (4:3 i. E.) | FSV Zwickau (III)  |

## Finale
| Chemnitzer FC                                           | Chemnitzer FC | BSG Chemie Leipzig | BSG Chemie Leipzig |
| ------------------------------------------------------- | --- | --- | ------------------ |
| Chemnitzer FC                                           | \| 21. Mai 2022 in Chemnitz (Stadion an der Gellertstraße) \| \| Ergebnis: 2:1 (1:1) \| \| Zuschauer: 10.077 \| \| Schiedsrichter: Max Bringmann \| \| Spielbericht \|                                                                                      | \| 21. Mai 2022 in Chemnitz (Stadion an der Gellertstraße) \| \| Ergebnis: 2:1 (1:1) \| \| Zuschauer: 10.077 \| \| Schiedsrichter: Max Bringmann \| \| Spielbericht \| | BSG Chemie Leipzig |
| Chemnitzer FC                                           | Jakub Jakubov – Felix Schimmel, Robert Zickert, Tim Campulka, Niclas Walther, Tobias Müller, Dominik Pelivan, Okan Adil Kurt (64. Christian Bickel), Kevin Freiberger (83. Furkan Kircicek), Kilian Pagliuca, Felix Brügmann Cheftrainer: Christian Tiffert | Benjamin Bellot – Stefan Karau, Florian Brügmann, Alexander Bury, Tarik Reinhard (87. Manuel Wajer), Dennis Mast, Lucas Surek (75. Philipp Wendt), Anton Kanther (75. Denis Jäpel), Paul Horschig, Timo Mauer (62. Stephane Mvibudulu), Florian Kirstein Cheftrainer: Miroslav Jagatic | BSG Chemie Leipzig |
| Chemnitzer FC                                           | 1:1 Campulka (38.) 2:1 Bickel (85.) | 0:1 Bury (17.) | BSG Chemie Leipzig |
| Chemnitzer FC                                           | Bickel (78.) | Brügmann (43.), Mast (80.), Kirstein (90.+4') | BSG Chemie Leipzig |
| 21. Mai 2022 in Chemnitz (Stadion an der Gellertstraße) | | |                    |
| Ergebnis: 2:1 (1:1)                                     | | |                    |
| Zuschauer: 10.077                                       | | |                    |
| Schiedsrichter: Max Bringmann                           | | |                    |
| Spielbericht                                            | | |                    |